# Pniewy (Groot-Polen)
Pniewy is een stad in het Poolse woiwodschap Groot-Polen, gelegen in de powiat Szamotulski. De oppervlakte bedraagt 9,21 km², het inwonertal 7477 (2005).

## Verkeer en vervoer
- Station Pniewy

## Geboren
- Josef Tal, geboren als Josef Grünthal (18 september 1910 – 25 augustus 2008), componist, dirigent, muziekpedagoog, musicoloog, pianist en harpist.